# Валина (Анкона)
Валина (итал. Vallina) насеље је у Италији у округу Анкона, региону Марке.
Према процени из 2011. у насељу је живело 25 становника. Насеље се налази на надморској висини од 440 м.